# Антонова, Елена Анатольевна (метательница диска)
Еле́на Анатольевна Анто́нова (укр. Олена Анатоліївна Антонова; 10 июня 1972, Никополь) — украинская метательница диска. Мастер спорта международного класса.
Бронзовый призёр XXIX Олимпийских игр в Пекине. Кавалер Ордена княгини Ольги III степени. Окончила Днепропетровский государственный институт физического воспитания и спорта. Воспитанница Заслуженного тренера Украины Владимира Воловика.
По состоянию на июнь 2013 года является членом партии ВО «Батькивщина» и депутатом городского совета города Никополя Днепропетровской области Украины.

## Спортивные достижения
- 1991 год — Чемпионат мира среди юниоров — 3-е место.
- 1998 год — Чемпионат Европы — 11-е место.
- 1999 год — Чемпионат мира — 7-е место.
- 2000 год — Олимпийские игры в Сиднее — 6 место.
- 2002—2005 годы — чемпион Украины.
- 2003 год — Чемпионат мира- 4-е место.
- 2004 год — Олимпийские игры в Афинах — 5-е место.
- 2007 год — Чемпионат мира — 6-е место.
- 2008 год — Олимпийские игры в Пекине — 3-е место. Елена Антонова метнула диск на 62,59 м, уступив американке Стефани Браун (64,74 м), и кубинке Ярелис Барриос (63,64 м).